# Moca ancistrota
Moca ancistrota är en fjärilsart som beskrevs av Edward Meyrick 1912. Moca ancistrota ingår i släktet Moca och familjen Immidae. Inga underarter finns listade i Catalogue of Life.